# Bart Has Two Mommies
«Bart Has Two Mommies» (с англ. — «У Барта две мамы») — четырнадцатый эпизод семнадцатого сезона мультсериала «Симпсоны». Впервые показан на канале Фокс 19 марта 2006 года.

## Сюжет
Симпсоны приходят на церковный сбор средств на новый шпиль церкви. Несмотря на все попытки Гомера сжульничать, Нед Фландерс выигрывает в конкурсе гонок резиновых уточек и выигрывает компьютер под названием «FeMac» (пародия на компьютер iMac G4, использует игру слов Fe=Female=женщина), ориентированный на женщин, и отдает его Мардж, потому что ему самому он не нужен. После этого Гомер рассказывает Мардж секрет о Барте, забыв о предосторожности, но Барт подслушивает разговор и начинает плакать. В благодарность за подаренный компьютер Мардж обещает сидеть с Родом и Тодом Фландерсами, когда Нед на работе. К её удивлению, мальчики, похоже, предпочитают играть в «безопасные», но довольно скучные игры, такие как конкурс «кто кого пересидит», поэтому она пытается их развеселить. Из-за того, что Мардж приходится тратить много времени на детей Фландерса, Гомер должен присматривать за Бартом и Лизой. Большую часть времени он проводит во сне, в это время Барт и Лиза ломают много вещей, устраивая рыцарские поединки на велосипедах.
По настоянию Лизы Гомер берет детей в приют для брошенных животных. Поездка идет наперекосяк, когда самка шимпанзе Тут-Тут затаскивает Барта в свою клетку и «усыновляет», после того как он предлагает ей кусочек своего мороженого. Мардж слушает молитвы Рода и Тода о чудесном дне, и о прощении миссис Симпсон за подслушивание их молитв. Однажды, во время одного из визитов Мардж, Нед возвращается домой и видит у своих детей лейкопластырь. Он велит им ползти к своим кроватям. Мардж объясняет, что он должен поддерживать некоторые виды приключений, и показывает ему флаер о центре отдыха, где всё покрыто пеной. Сначала Нед неохотно относится к этому предложению и не хочет, чтобы мальчики пострадали, но затем, после раздумий, соглашается поехать.
Гомер врет Мардж о пропаже Барта, чтобы она не беспокоилась. Мардж берет Рода и Тода в детский центр активности, чтобы взбодрить. Нед тайно шпионит за ними и паникует, когда видит Рода на стенке для скалолазания, тот отвлекается и падает, при этом Нед слишком остро реагирует на небольшую травму в виде сколотого зуба. После чего Нед запрещает Мардж присматривать за Родом и Тодом. Мардж узнает о похищении Барта из репортажа в последних новостях, в котором Тут-Тут и Барт оказываются на вершине незаконченного шпиля церкви (по аналогии с Кинг-Конгом, взобравшимся на Эмпайр-стейт-билдинг). Нед возвращается к прежним способам защиты сыновей, и снова делает жизнь Рода и Тода чересчур безопасной, но они противятся отцу, потому что не могут веселиться, как обычные дети, и решают помочь спасти Барта от Тут-Тут.
Род, используя свои недавно приобретенные навыки скалолазания, поднимается по лесам в попытке спасти Барта, используя сына Тут-Тут (Луис (Мистер Тини), ассистент клоуна Красти) в качестве обмена. Мардж убеждает Неда научиться верить в своего сына и не беспокоиться о синяках и ссадинах, чтобы Род добрался до вершины, и спас Барта из лап шимпанзе. Нед подбадривает Рода быть храбрым и подняться по лесам, чтобы выполнить свой план. В конце концов, Род достигает вершины, спасает Барта, а Тут-Тут воссоединяется с мистером Тини, к большому раздражению Красти, которому теперь нужно искать нового ассистента. В то время как Барт и Род спускаются, Барт говорит Роду не держаться с ним за руки, потому что так делают геи. Потом Род объясняет Тоду, что быть геем означает, когда вы боялись чего-то, и теперь больше не боитесь этого. Эпизод заканчивается тем, что Род кричит Неду, что миссис Симпсон сделала меня геем! Нед бросает на Мардж гневный взгляд, в то время как она настаивает, что Род говорит: «Я в порядке!». На титрах Мод, показанная на небесах, смотрит, гордясь тем, как Род вырос. На небесах Бог и Боб Хоуп разговаривают о том, как добился Род, и на кого похож.

## Интересные факты
- Название эпизода подражает книге Лесли Ньюмэн «У Хизер есть две мамы».
- Питчер левша Рэнди Джонсон делает эпизодическое появление на съезде левшей, продавая свою собственную линию плюшевых медведей левшей.
- Нед поёт песню «Welcome to the Jungle» Guns N’ Roses с похожим текстом — «Добро пожаловать в тренажерный зал джунглей», когда делает вещи безопасными.
- Нед ссылается на песню Led Zeppelin «Dazed and Confused», когда говорит: «Назовите меня Недом Цеппелином, но один из моих мальчиков весь в ссадинах и контужен?» — после того, как обнаружил обертку от пластыря в спальне Рода и Тода.
- Одержимость преподобного Лавджоя строительством шпиля, чтобы «компенсировать чувство собственной ничтожности», является отсылкой к роману «Шпиль» Уильяма Голдинга.